# Cetin Ay
Cetin Ay (* 1968 in Kaman) ist ein deutsch-türkischer Unternehmer und war Kandidat für das Amt des türkischen Präsidenten im Jahre 2023. Er ist Präsident des Bundesverbandes für Wirtschaftsförderung und Außenwirtschaft (BWA) e.V. in der Türkei sowie ehemaliger Honorarkonsul der Türkischen Republik Zypern.

## Leben
Nach einem erfolgreichen Studium der Wirtschaftswissenschaften begann Cetin Ay seine unternehmerische Laufbahn in der Technologiebranche im Bereich der TV-Montage und des Elektronik-Recyclings. Cetin Ay gründete international tätige Unternehmen. Mit der Ay Cruise Group und dem Kreuzfahrtschiff Costa Venezia gründete er außerdem ein Kreuzfahrtschiffunternehmen.
Cetin Ay ist verheiratet und Vater von zwei Kindern.

## Wahlkampf Türkiye 2023
Im Sommer 2022 verkündete Ay bei der Präsidentschaftswahl in der Türkei anzutreten, zog seine Bewerbung aber später aufgrund von Drohungen zurück.